# Aeroportul Mfuwe
Aeroportul Mfuwe (IATA: MFU, ICAO: FLMF) este un aeroport din Zambia ce deservește zona Mfuwe⁠(d). A fost numit după zona deservită.
Situat la o altitudine de 573 m, aeroportul dispune de o singură pistă.